# Antipaladino
Anti-paladino, ou algoz, é um personagem de RPG (Role Playing Game), cruel e desleal, nunca se importando com as pessoas em seu caminho.

## Visão Geral

### Morte e Vingança
Antigos paladinos podem tornar-se algozes também, o que ocorre comumente após desrespeitarem o seu código de honra. Uma vez que os paladinos são leais, bondosos e justos, algozes são justamente o contrário. Seus poderes passam a ser o oposto à de um paladino. Algozes costumam usar armaduras na maioria de cores negras.
Geralmente são as pessoas por trás de carnificinas e guerras, se aliando a assassinos e demônios, sendo o braço direito deles numa guerra.

## Origens Criativas
Em termos gerais, a noção que temos hoje do arquétipo da classe conhecida como "Anti-Paladino" ou "Cavaleiro da Morte", se originou, de duas criações distintas que convergiram para o mesmo fim: a antítese sombria do paladino. 
- Como Anti-Paladino:

Na revista Dragon Magazine, edição nº 39, surgiu o Anti-Paladino (Anti-Paladin, em inglês).
Um artigo, em julho de 1980, introduziu um novo NPC (Personagem do Mestre) para Dungeons & Dragons, que seria o oposto malvado do Paladino, o Anti-Paladino (Anti-Paladin). O artigo afirmou: "O Anti-Paladino representa tudo o que é mesquinho, baixo e desprezível na raça humana".
No Dungeons & Dragons 3.0 & 3.5 edition (2000-2002/2003-2007), surgiu o Algoz (Blackguard, no original em inglês).
No Dungeon Master’s Guide (Livro do Mestre) da 3ª edição, o “Anti-Paladino” surge através de uma Prestige Class (Classe de Prestígio) chamada Blackguard (Algoz, na tradução editorial para o Brasil).
As Prestige Classes no Dungeon Master's Guide foram as primeiras Classes de Prestígio consideradas parte das regras básicas para o jogo. A 3ª edição do Dungeon Master's Guide continha seis Classes de Prestígio originais; Dentre os quais, estava contida o Algoz (Blackguard). A revisão 3.5 do jogo, manteve esses seis, e adicionou mais dez.
Algozes (Blackguards), na 3ª edição, são dedicados campeões do mal; mecanicamente, eles são, de muitas maneiras, semelhantes a um tipo de um “Paladino Reverso”. Ou seja, o Algoz (Blackguard), em termos de sistema, é similar a uma versão mais nova dos antigo "Anti-Paladino", que é seu semelhante. Os Algozes (Blackguards) podem ser de qualquer alinhamento maligno; Os Algozes originários de “Paladinos Caídos” ganham habilidades adicionais.
- Como Cavaleiro da Morte:

Na época do Advanced Dungeons & Dragons 1st edition (1977-1988), surgiu o Cavaleiro da Morte (Death Knight, em inglês).
Charles Stross criou o Cavaleiro da Morte (Death Knight) em 1981 para o suplemento de AD&D chamado Fiend Folio, que era um tipo de compêndio de monstros. Em um review na revista White Dwarf Magazine, Jamie Thomson referiu-se ao Cavaleiro da Morte (Death Knight) como uma das adições mais interessantes no livro, "uma espécie de paladino malvado".
Na época do Advanced Dungeons & Dragons 2nd edition (1989-1999), No momento em que a segunda edição de AD&D foi introduzida, o Cavaleiro da Morte tornou-se uma figura importante no cenário de Dragonlance Campaign Setting, com Lord Soth sendo um grande vilão para o cenário. O Cavaleiro da Morte apareceu pela primeira vez nesta edição no Apêndice Monstrous Compendium Dragonlance (1990), e foi relançado no Monstrous Manual (1993). Em Tales of the Lance - Boxed Set (1992) para o cenário de Dragonlance detalha os Cavaleiros da Morte de Krynn (Death Knight Of Krynn) ainda mais, no livro "World Book of Ansalon".
O Cavaleiro da Morte também desempenha um papel proeminente no módulo The Apocalypse Stone (2000), um dos produtos finais da 2ª edição.
No Dungeons & Dragons 5th edition (2015-), o Cavaleiro da Morte (Death Knight) é apresentado no Monster Manual da 5ª edição de Dungeons & Dragons.
- Outros Jogos:

Outros jogos, principalmente RPGs Eletrônicos e MMORPGs, contribuíram para a concepção e desenvolvimento dessa classe. Tendo um destaque maior a séries de jogos da empresa Blizzard conhecida como Warcraft, e, principalmente, a expansão de World Of Warcraft conhecida como "Wrath Of The Lich King", onde os jogadores poderiam jogar com a classe heroica chamada: Cavaleiro da Morte (Death Knight).
Outros MMORPGs possuem esta classe disponível pra jogar, o nome da classe pode variar de jogo pra jogo mas o conceito básico é o mesmo: um amaldiçoado cavaleiro de armadura negra e poderes sombrios.
Alguns exemplos:
- - World Of Warcraft: Death Knight (Cavaleiro da Morte)
  - Everquest: Shadow Knight (Cavaleiro das Sombras)
  - Final Fantasy: Dark Knight (Cavaleiro das Trevas)
  - Lineage 2: Hell Knight (Cavaleiro do Inferno)

## Características de Classe
A seguir temos uma noção geral das características e habilidades comuns da classe anti na maioria dos jogos de RPG.

### Arauto Amaldiçoado
Exemplo de Algoz que podemos citar é o de Arthas da série Warcraft, que era um Paladino que acabou sendo corrompido pela força das trevas se tornando um Cavaleiro da Morte.
Assim como um Paladino, o Cavaleiro da Morte sabe usar todos os tipos de armaduras, sendo preferencial o uso de armaduras pesadas de placas e (dependendo do sistema de RPG), também porta escudos. Assumindo um papel mais agressivo (agressor/dano), o Cavaleiro da Morte geralmente empunha uma arma de duas mãos para causar o maior dano em combate. Por vezes, o Cavaleiro da Morte pode assumir no combate um papel mais defensivo (defensor/tanque), aí neste caso, variando de sistema pra sistema, o uso de escudos é algo viável. Mas, a fim de continuar passando uma "impressão ameaçadora", novamente variando de sistema pra sistema, nesta classe, muitas vezes o Cavaleiro da Morte abdica do uso de escudos para empunhar uma outra arma na mão inábil de forma mais defensiva ou algum implemento profano na mão secundária a fim de aumentar suas defesas e/ou habilidades e dons sombrios. Por ter uma característica naturalmente profana e destruidora, a função de cura (suporte/cura) não é uma opção viável nesta classe.
O Cavaleiro da Morte sabe usar todos os tipos de armas simples, comuns e marciais corpo a corpo ou à distância. Sendo de sua preferência o uso de armas corpo a corpo marciais como espadas longas, espadas de duas mãos, machados de guerra, armas de haste, maças, e, muito frequentemente, manguais.
A fonte principal dos poderes do Cavaleiro da Morte é divina. Mas diferente dos poderes do Paladino, que é de origem sagrada, positiva, luminosa, a manifestação dos poderes do cavaleiro da morte é profana, negativa e sombria, obtida através de maldições, necromancia, devoção a divindades sombrias de planos inferiores ou simplesmente as trevas e ao insaciável desejo de vingança. Assim como o Paladino, o Cavaleiro da Morte pode assumir a função no combate de "Agressor" (Dano)" ou "Defensor" (Tanque), sempre na linha de frente do combate como um combatente corpo-a-corpo. Mas, diferentemente do paladino, que usa seus poderes sagrados para curar seus aliados, o Cavaleiro da Morte usa seus poderes profanos com o intuito de causar ainda mais dano e dor aos seus inimigos, sendo a função de "Líder/Suporte" (Cura), uma função inviável para o Cavaleiro da Morte.